# 完美解碼
完美解碼（Pure Codec）為影音解碼包。整合多種編碼及幾種播放器，包括Daum PotPlayer、KMPlayer、Media Player Classic、MPC-BE、MPC-HC。支持簡、英語言平台下安裝，能播放AVI、VCD、DVD、MPG、MP4、RMVB、TS、TP、EVO、M2TS、MKV、OGM、MOV、SCM、CSF、FLV等眾多種格式的影音文件，并支持VR。